# Dürnten

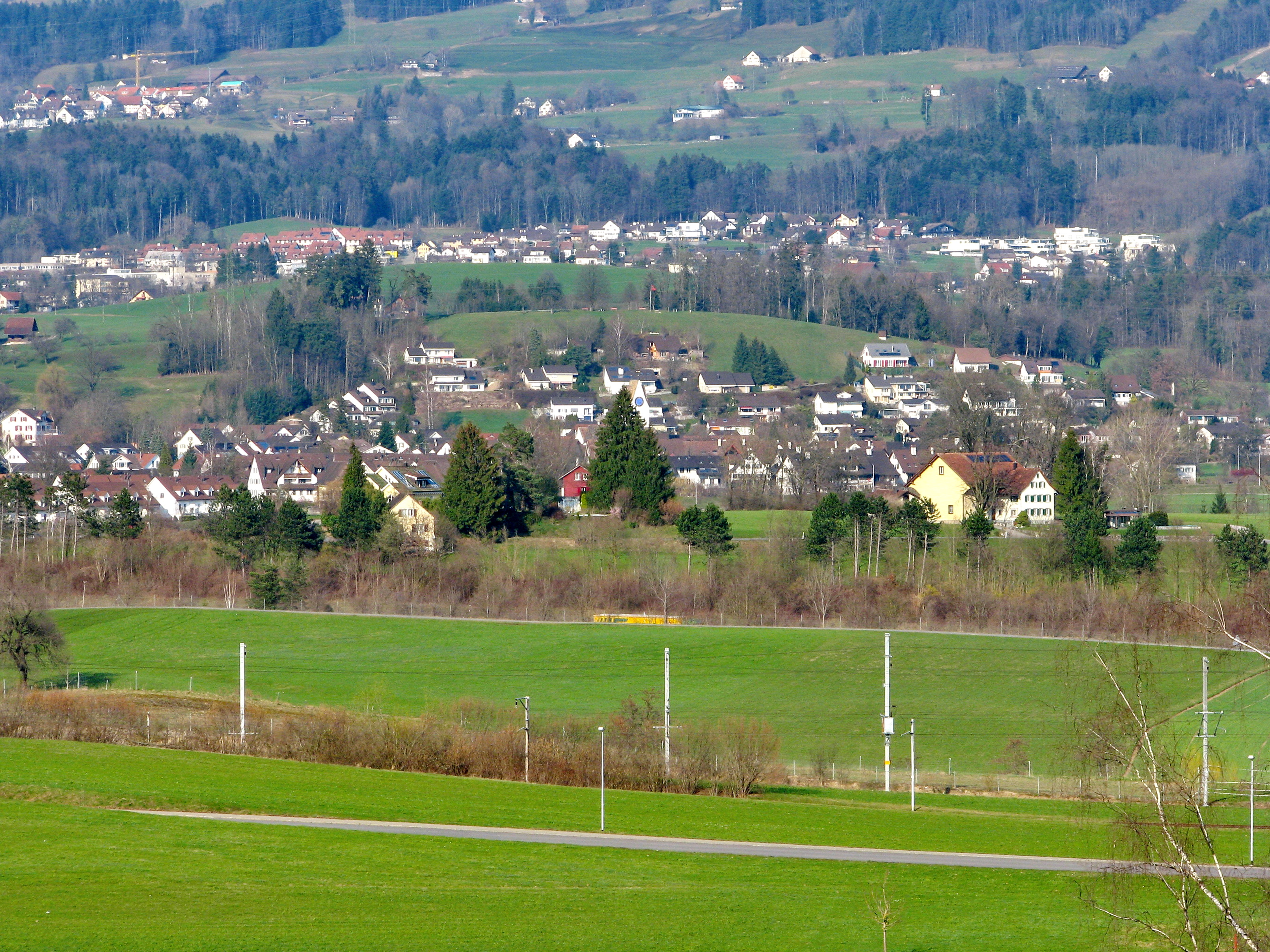
Ansicht von Bubikon auf Dürnten (März 2010)

Historisches Luftbild von Dürnten (1923), aufgenommen aus 100 Metern Höhe von Walter Mittelholzer

Historisches Luftbild von Tann (1927)

Dürnten ist eine politische Gemeinde im Bezirk Hinwil des Kantons Zürich in der Schweiz.

## Wappen
Blasonierung
In Rot ein von Gold und Schwarz gevierter Balken

## Geographie
Die Gemeinde Dürnten weist alle Merkmale einer Zürcher Oberländer Ortschaft im Tössbergland auf. Zwischen dem schluchtartigen Jonatal mit Pilgersteg und Tannertobel und dem Bachtelhang beim Hasenstrick gelegen, sind Höhen und Tiefen des Nagelfluhgebiets markiert, die dem Landschaftsbild zugrunde liegen: tief eingeschnittene Tobel und bewaldete Bergkuppen, die da und dort mit Felsgubeln aufsteigen. Am Übergang vom Zürcher Obersee zum Glatttal fügt es sich bei Hinwil an die typische Drumlinlandschaft mit glazial geformten Hügeln, Mooren und Wäldern ein, im Westen begrenzt durch die Gemeinde Bubikon mit seinem Golfplatz, durchkreuzt mit der Oberlandautobahn A15 und südlich begrenzt durch die Schwarz. Typisch oberländisch ist auch die mundartliche Form des Ortsnamens: Dürte. Wie bei Illnau – Ilau wird das N bei der Aussprache unterdrückt.
Dürnten besteht aus den vier geographisch voneinander getrennten Ortsteilen Tann, Dürnten, Oberdürnten und Breitenmatt. Oberdürnten liegt am Hang des Bachtel und somit östlich oberhalb Dürntens. Oberdürnten und die Breitenmatt werden durch einige Felder und einen Höhenunterschied von 50 Metern getrennt. Von der Breitenmatt hat man schon einen guten Blick über das Zürcher Oberland bis hin zum Zürichsee.
Der höchste Punkt der Gemeinde liegt auf 801 M. ü. M. über Ornberg, der tiefste auf 461 m unter der Jonabrücke beim Rüti-Kreisel der zunächst gelegenen Nachbargemeinde. Die übrigen Nachbarn sind im Uhrzeigersinn: Bubikon, Hinwil und Wald.

## Geschichte
Dürnten wurde im 8. Jahrhundert erstmals urkundlich erwähnt.
Zwischen 1825 und 1881 wurde ein kleines Vorkommen von Schieferkohle abgebaut. Die Menge beläuft sich aut rund 85'000 Tonnen über diesen Zeitraum.

## Bevölkerung
| Bevölkerungsentwicklung | Bevölkerungsentwicklung |
| Jahr                    | Einwohner               |
| ----------------------- | ----------------------- |
| 1670                    | 977                     |
| 1792                    | 1'382                   |
| 1850                    | 1'663                   |
| 1900                    | 3'094                   |
| 1941                    | 3'006                   |
| 1950                    | 3'390                   |
| 1990                    | 5'736                   |
| 1995                    | 5'843                   |
| 2000                    | 6'032                   |
| 2005                    | 6'081                   |
| 2010                    | 6'665                   |
| 2011                    | 7'055                   |
| 2012                    | 7'159                   |
| 2013                    | 7'157                   |
| 2014                    | 7'374                   |
| 2015                    | 7'392                   |
| 2016                    | 7'470                   |
| 2017                    | 7'518                   |
| 2018                    | 7'590                   |
| 2019                    | 7'594                   |
| 2020                    | 7'645                   |

### Dorfteile
49 % aller Dürntner leben in Tann, 29 % in Dürnten, 22 % in Oberdürnten (incl. Breitenmatt).

### Jugend und Senioren
Im Jahr 2014 sind 23 % der Wohnbevölkerung unter 20 Jahre alt und 16 % über 60 Jahre alt.
Von 750 Schülern im Jahr 1990 stieg deren Zahl bis im Jahr 2014 auf 868.
599 Einwohner sind 13–20-jährige Jugendliche.

### Religion
Am 31. Dezember 2011 gehörten 40,2 % der Bevölkerung der evangelisch-reformierten Kirche und 26,7 % der römisch-katholischen Kirche an.
In der regionalen Sektion der Evangelischen Allianz sind von den in Dürnten und Tann sich versammelnden Kirchen die Evangelisch-reformierte Kirche und die Evangelisch-methodistische Kirche dabei.

### Ausländer
Der Ausländeranteil im Jahr 2014 betrug 17,5 % oder 1274 Personen (1981: 13,5 % bzw. 666 Personen; in den 2000er-Jahren ca. 15 %).

## Politik

### Gemeinderat
Amtsperiode 2018–2022 (Stand Sept. 2018)
- Gemeindepräsident: Peter Jäggi (FDV) seit 2018, davor schon Gemeinderat
- Ressort Bildung (Schulpräsident): Lukas Leibundgut (SVP)
- Ressort Gesellschaft: Cornelia Benedetti (CVP)
- Ressort: Hochbau und Raumplanung: Luigi Boccadamo (FDP)
- Ressort Sicherheit: Jasmin Aeschbacher seit 2018 (FDV)
- Ressort Infrastruktur: Roman Braun seit 2018 (parteilos)
- Ressort Liegenschaften und Kultur: Urs Roth (parteilos)

### Parteien
| Partei    | 2019    | 2023    | +/−   |
| --------- | ------- | ------- | ----- |
| SVP       | 36,35 % | 36,64 % | +0,28 |
| SP        | 10,01 % | 12,38 % | +2,37 |
| CVP/Mitte | 7,3 %   | 11,38 % | +2,35 |
| FDP       | 10,49 % | 9,60 %  | −0,90 |
| GLP       | 11,49 % | 9,36 %  | −2,13 |
| Grüne     | 11,42 % | 7,43 %  | −4,00 |
| EDU       | 5,09 %  | 5,20 %  | +0,12 |
| EVP       | 4,58 %  | 4,67 %  | +0,09 |
| BDP       | 1,73 %  | –       |       |

### Gemeindepartnerschaft
- Szentbékkálla, Ungarn (2001–2019)[19]

## Wirtschaft und Infrastruktur

### Einkaufsmöglichkeiten
Tann hat durch seine Nähe zu Rüti neben dem Coop noch einen kleinen türkischen Einkaufsladen.
Im Dorfteil Dürnten gibt es eine Volg-Filiale und eine Landi-Filiale mit angeschlossenem Agrola-Tankstellenshop, das Gartencenter Meier mit seinem Verkaufsladen und die Kinderkleiderbörse Sonneschii.
In Oberdürnten wird der Dorfladen "chlöti.ch" geführt.
Einzig die Breitenmatt bietet keine Einkaufsmöglichkeiten.

### Abwasserreinigungsanlage
Im Zweckverband mit der Nachbargemeinde Bubikon wird das Dürntner Abwasser in der ARA "Weidli" Dürnten-Bubikon gereinigt.

### Verkehr

#### Privatverkehr
Die Gemeinde findet neben wichtigen Durchgangsstrassen durch das Jonatal nach Wald und Rüti-Rapperswil und der Verbindung Rüti-Dürnten-Hinwil den Anschluss in der Gegenrichtung mit dem St. Galler Seebezirk. Daneben besteht im Grossriet ein Anschluss an die Oberlandautobahn (A15) Richtung Zürich und Rapperswil SG-Reichenburg SZ mit Anschluss an die A3.
Oberdürnten und Breitenmatt stehen am Anfang der Höhenstrasse vom Hasenstrick entlang der ganzen Längsachse der Allmenkette über Girenbad-Bäretswil-Hittnau-Russikon-Weisslingen-Kyburg.
Oberhalb der Breitenmatt lag der ehemalige Flugplatz Hasenstrick (ICAO-Code LSPK), der jedoch nur über eine Graspiste verfügte.

#### Öffentlicher Verkehr
Im September 1876 nahm die Wald-Rüti-Bahn den Betrieb auf. Diese verband den Ortsteil Tann mit Rüti und Wald. Im Oktober 1876 entstand mit der Inbetriebnahme der Tösstalbahn eine direkte Verbindung von Tann nach Winterthur. Die Strecke am Tanner Bahnhof wurde 1944 elektrifiziert.
Mit der Eröffnung der Uerikon-Bauma-Bahn wurde 1901 auch der Ortsteil Dürnten ans Eisenbahnnetz angeschlossen. Der Bahnhof Dürnten lag zwischen den Stationen Bubikon und Hinwil. Die Bahnstrecke rentierte jedoch nicht und wurde 1948 aufgegeben. Nach der Einstellung des Bahnbetriebs wurden die Geleise in Dürnten abgebrochen. Das Bahnhofsgebäude sowie der Bahndamm blieben als Zeugen der ehemaligen Eisenbahn zurück. Seitdem ist Dürnten durch verschiedene Buslinien ans Verkehrsnetz angeschlossen.

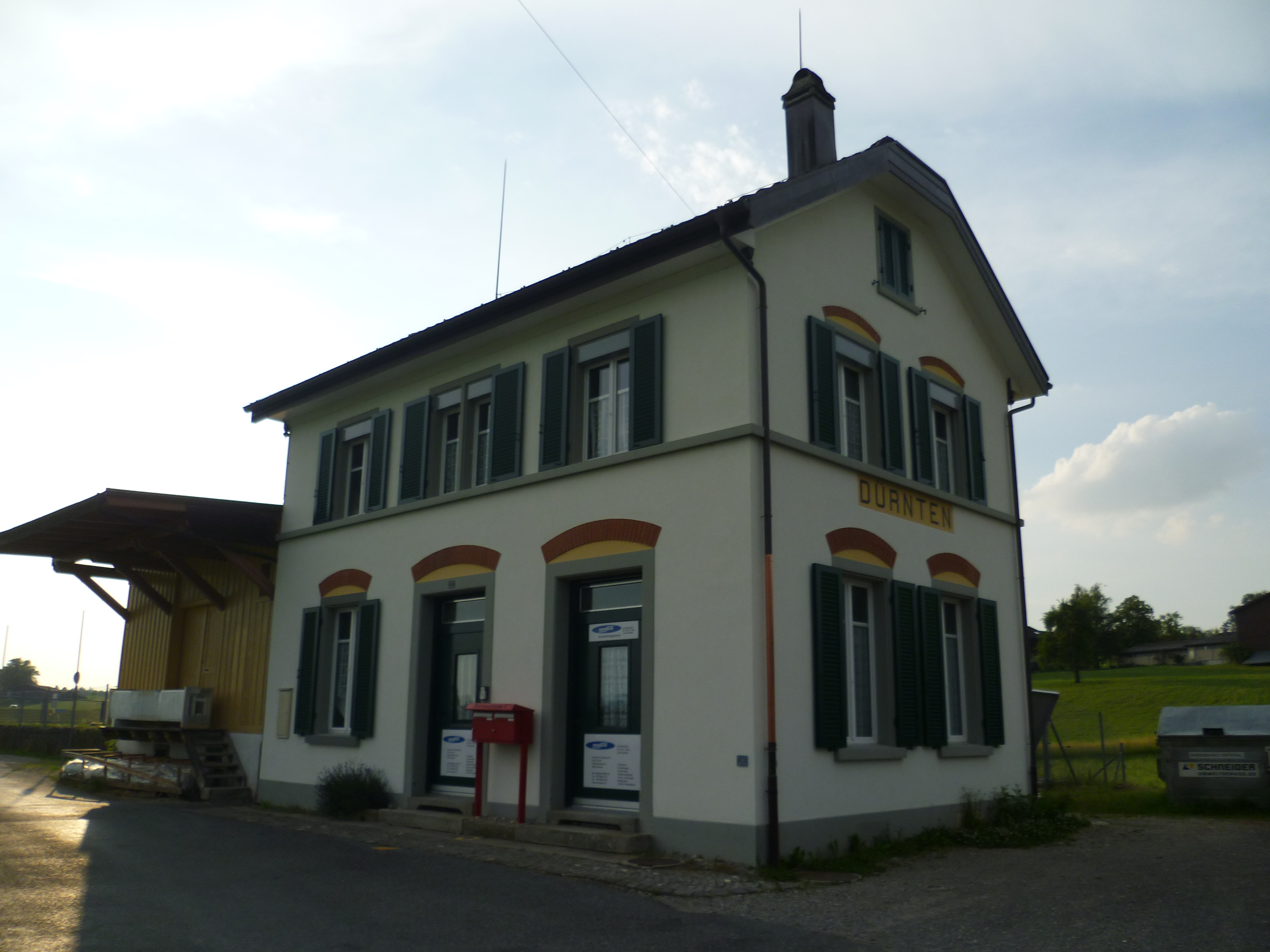
Der ehemalige Bahnhof von Dürnten
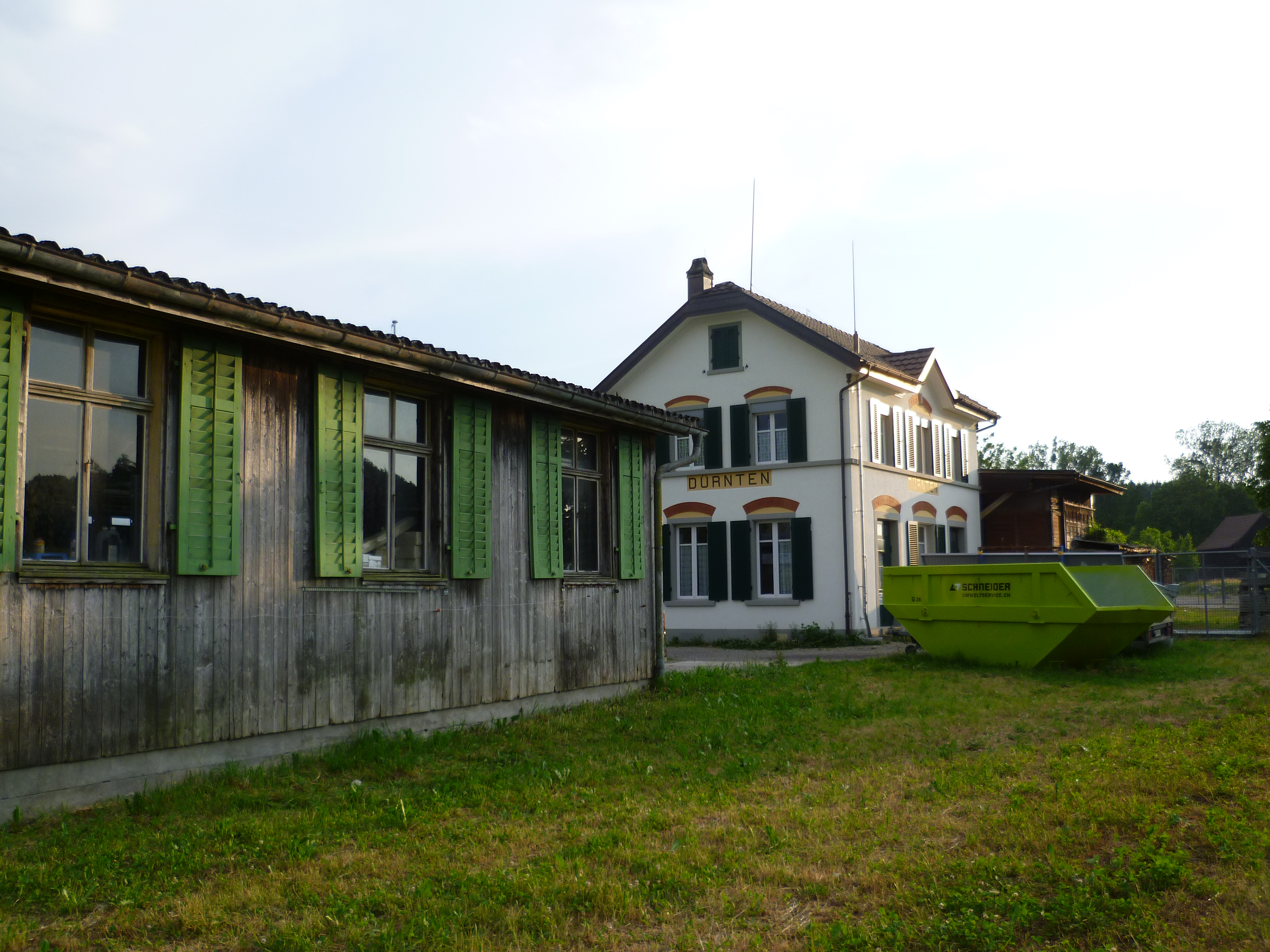
Der ehemalige Bahnhof von Dürnten (aufgenommen vom Bahntrasse)
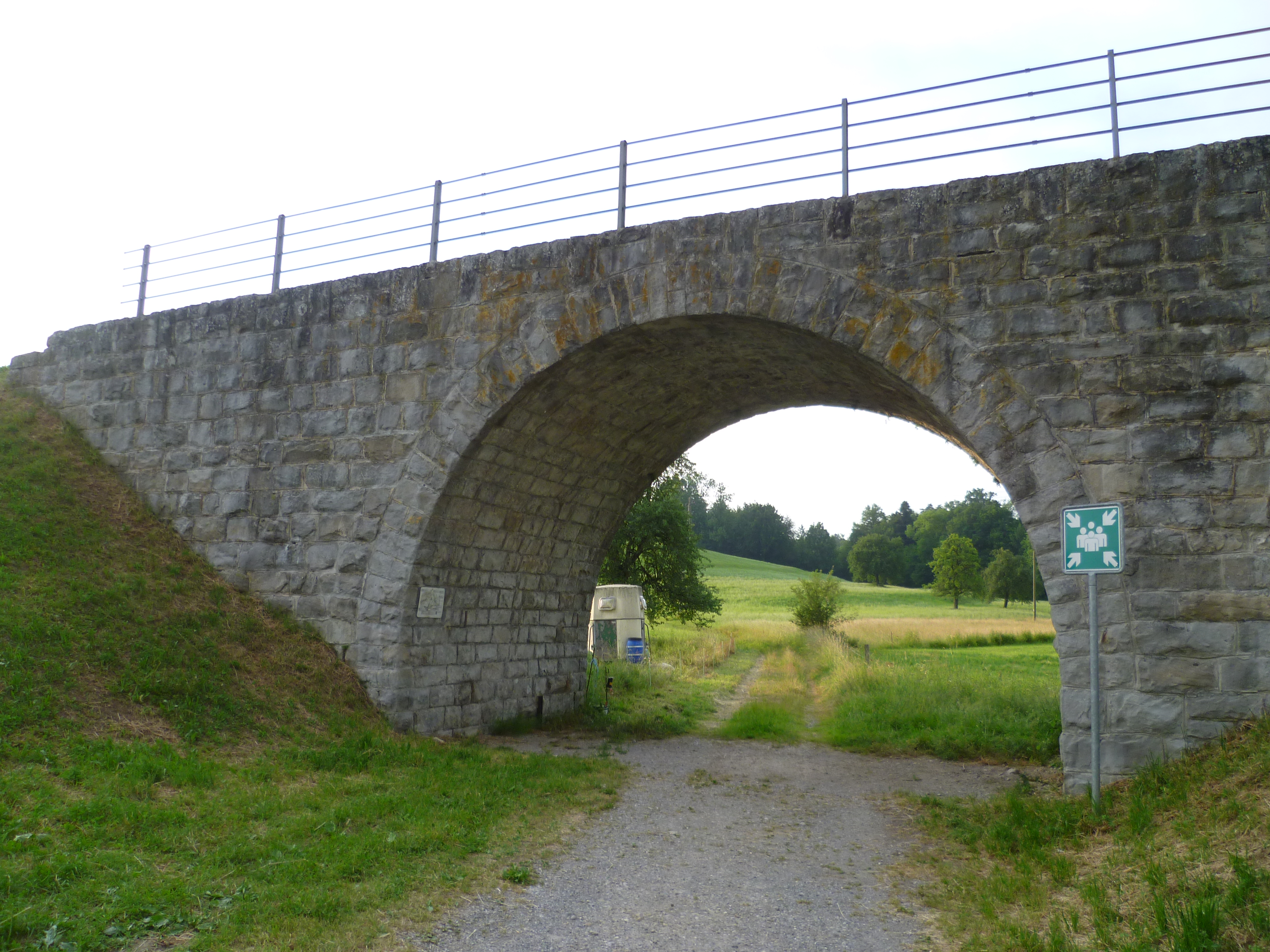
Ehemaliges Viadukt der Uerikon-Bauma-Bahn in Dürnten

Heute existieren folgende Buslinien, die durch die Verkehrsbetriebe Zürichsee und Oberland (VZO) bedient werden:
- 870 Bahnhof Rüti – Tann – Oberdürnten – Hadlikon – Bahnhof Hinwil
- 882 Bahnhof Bubikon – Dürnten – Oberdürnten – Breitenmatt

In den späteren Abendstunden bedient statt der grossen Linienbusse das Buxi die Gemeinde Dürnten.
Am Tanner Bahnhof verkehrt halbstündlich die S 26 Winterthur – Bauma – Rüti ZH  der S-Bahn Zürich.

## Schule

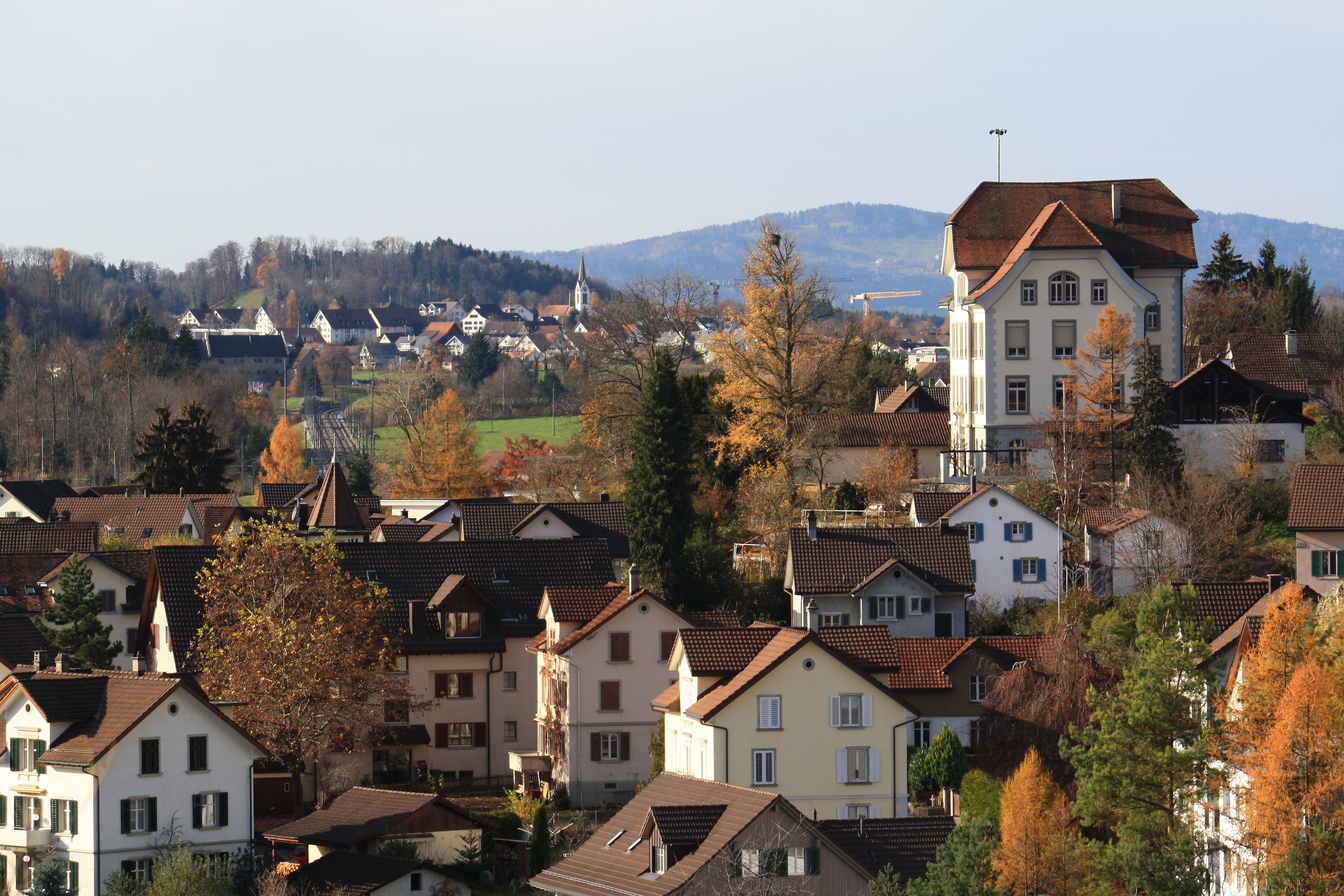
Schulhaus Tannenbühl

In der Gemeinde Dürnten gibt es insgesamt fünf Primarschulhäuser, sowie das Oberstufenschulhaus Nauen, welches sich in Tann befindet. Ebenfalls im Ortsteil Tann stehen die Schulhäuser Blatt, Tannenbühl und Bogenacker, in Oberdürnten das gleichnamige Schulhaus Oberdürnten und in Dürnten das Schulhaus Schuepis.

## Jugendarbeit
Die Jugendarbeit wird in Dürnten durch die MOJUGA AG aus Bubikon betreut. Diese arbeitet in Dürnten in den Arbeitsfeldern aufsuchende Jugendarbeit, Jugendtreffarbeit, Mobile Anlaufstelle, Projektarbeit und Vernetzung der verschiedenen Vereins- und Jugendorganisationen.

## Freizeit und Sport

### Spielplätze
Neben den Spielanlagen an den Schulhäusern gibt es in Dürnten nur einen öffentlichen Spielplatz. Dieser liegt hinter der reformierten Kirche in Dürnten und entstand durch das Engagement des Spielplatzvereins Dürnten und mit Hilfe diverser Sponsoren.

### Sportanlagen
Die Gemeinde Dürnten verfügt über vier Turnhallen (Mehrzweckhalle Blatt, Turnhalle am Schulhaus Schuepis, Turnhalle und Hallenbad am Schulhaus Bogenacker), einen grossen Sportplatz am Schulhaus Nauen und einen Vitaparcours zwischen Tann und Oberdürnten.
Das Hallenbad vom Schulhaus Bogenacker ist für Schulschwimmen und Vereinsschwimmen reserviert, steht aber auch der Öffentlichkeit jeden Montag- und Donnerstag ab 18:00 bis 20:30 Uhr zur Nutzung offen.
Auf dem Gelände des Sekundarschulhaus Nauen befindet sich eine Skaterrampe.
In Tann gibt es die Spielwiese BoTa (Bogenacker und Tannenbühl, nach den Schulhäusern benannt). Diese steht Vereinen aber auch der gesamten Bevölkerung als Spielwiese, Fussballplatz, "Sportplatz" (es handelt sich nur um eine gut gepflegte Wiese) zur Verfügung.

### Fägy
In der Fägy gibt es einen Skaterpark und Hockeyarea. Die Fägy ist ein Verein und wird von der Gemeinde Dürnten und den freien Kirchen sowie der reformierten Landeskirche unterstützt. Im Moment hat sie ihre Bleibe auf dem Areal der alten Seidenfabrik am Ortseingang von Dürnten aus Richtung Hinwil. Doch der Verbleib der Fägy in Dürnten ist ungewiss. Es ist eine teilweise Neukonzeption der Anlage mit Aufwertung und baulicher Erweiterung der bestehenden Liegenschaften geplant.

## Kirchengebäude

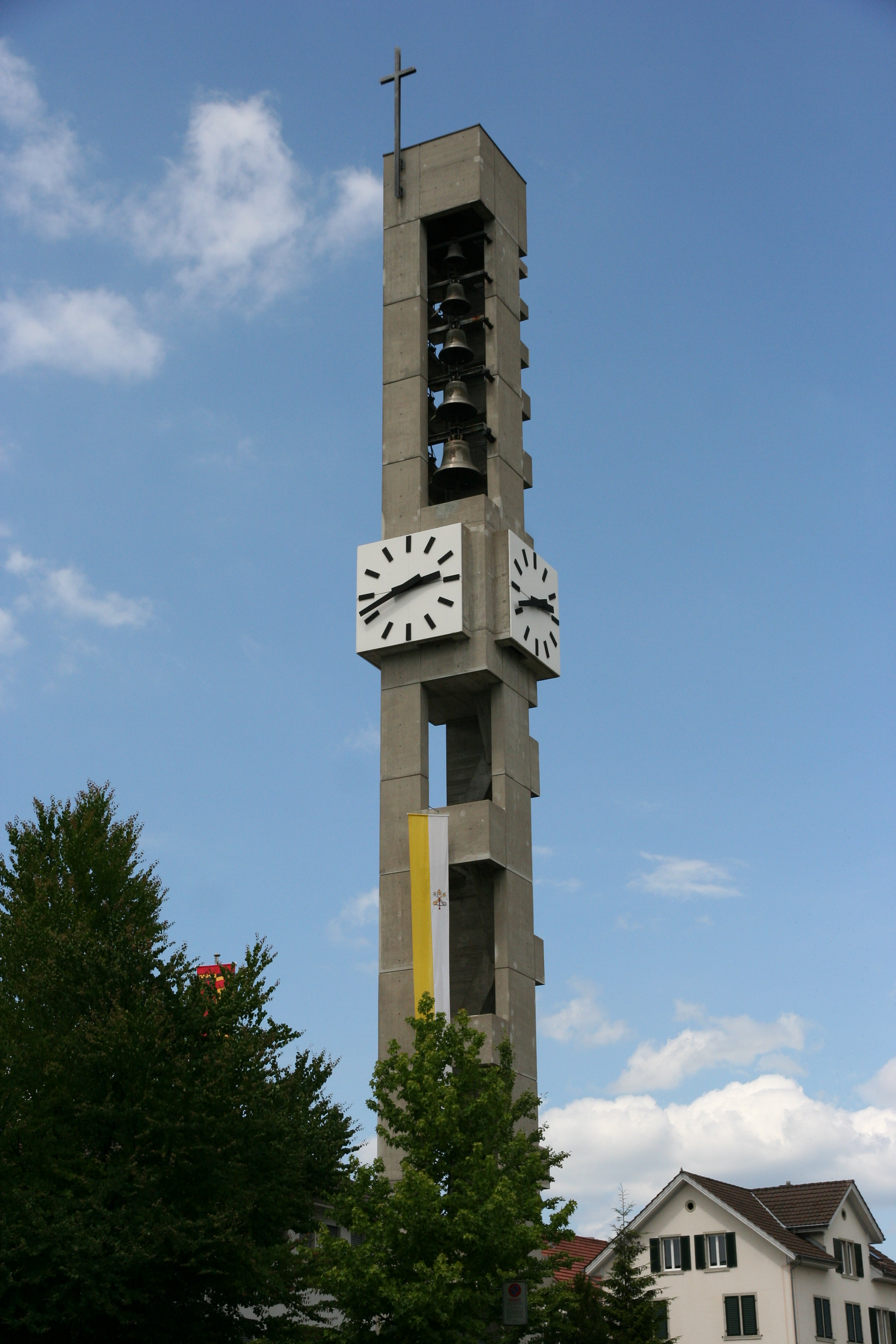
Kath. Kirche im Ortsteil Tann

Drei Kirchen stehen auf dem Gemeindegebiet von Dürnten:
- Im Dorfzentrum von Dürnten befindet sich die evangelisch-reformierte Kirche.
- Die Kirche Hl. Dreifaltigkeit der römisch-katholischen Kirchgemeinde Rüti-Dürnten-Bubikon ist im Ortsteil Tann.
- Ebenfalls in Tann steht das Kirchgebäude der evangelisch-methodistischen Kirche Rüti-Wald-Hombrechtikon.

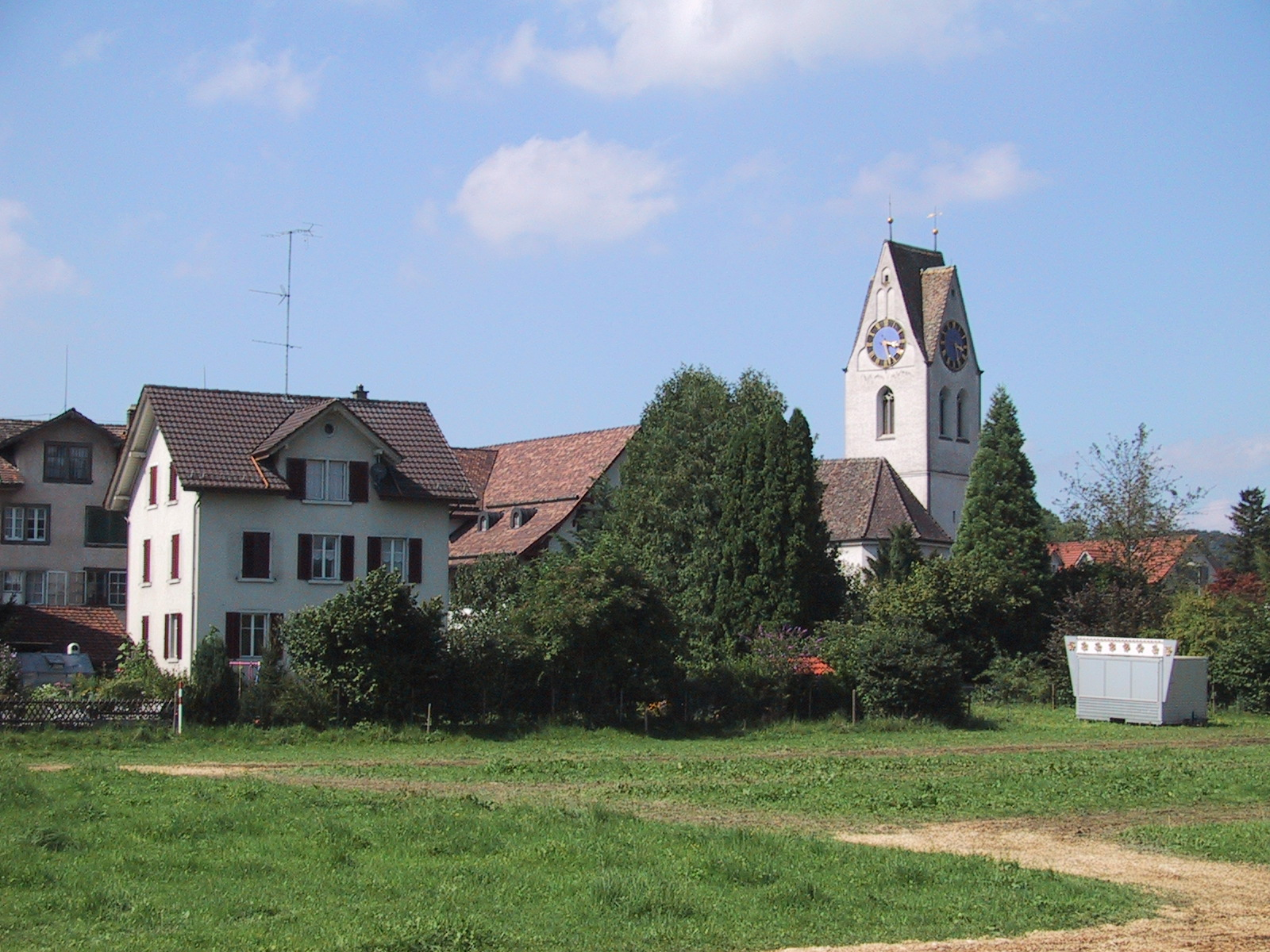
Ev.-Ref. Kirche im Ortsteil Dürnten

## Kultur und Sehenswürdigkeiten

### Kulturtage
Von 2007 bis 2014 fanden jährlich die Kulturtage Dürnten statt. Für das Jahr 2015 mussten die Kulturtage abgesagt werden, da der Gemeinderat unter den finanziellen Umständen niemanden für die Kulturkommission gewinnen konnte.

### Chilbi
Das grösste wiederkehrende Volksfest ist die Dürntner Chilbi. Sie findet immer am 2. Wochenende im August statt. Der Veranstalter ist der Verein "Chilbi Dürnten".

### Nähmaschinen-Museum
Am Pilgersteg in Dürnten befindet sich das Nähmaschinen-Museum.

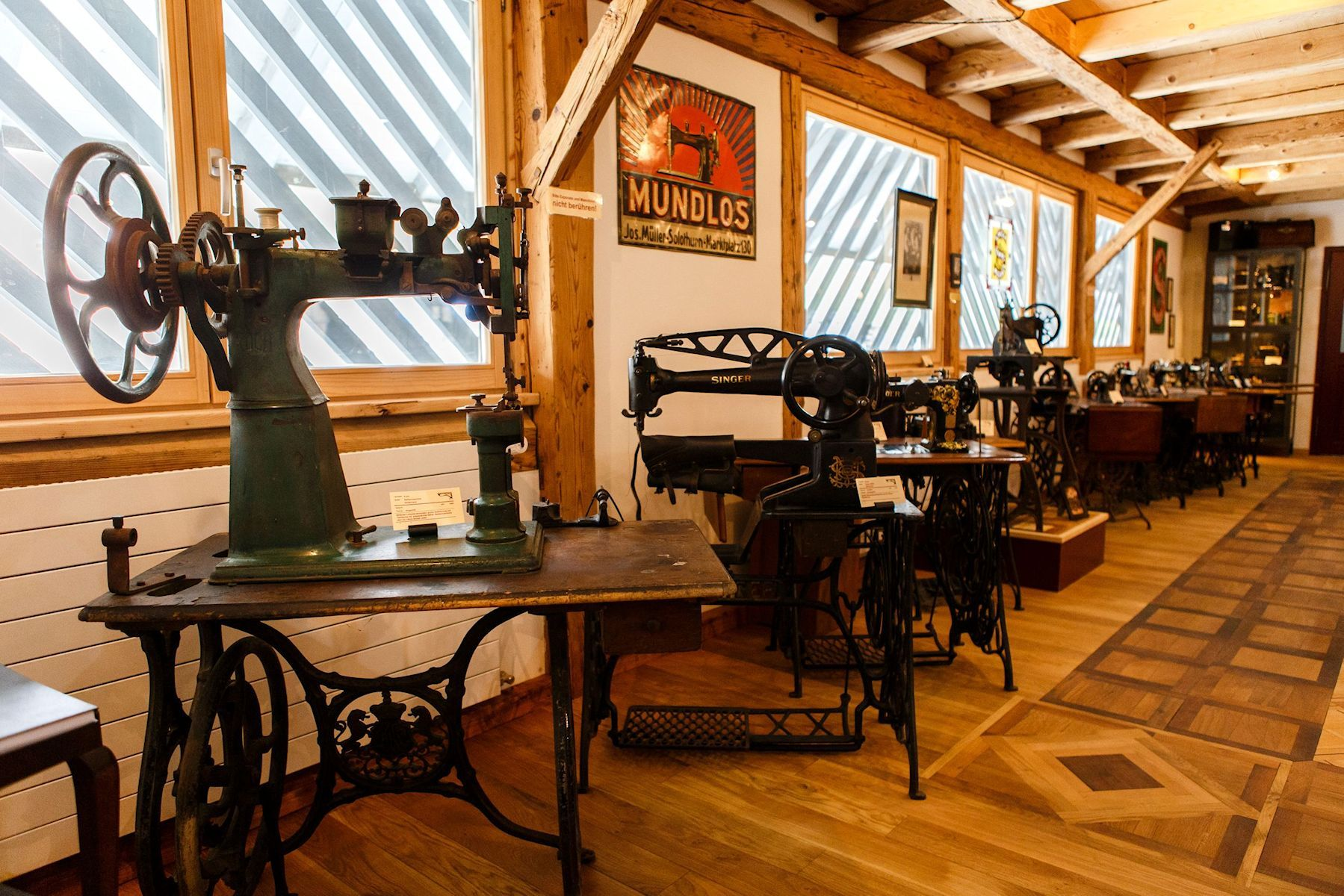
Nähmaschinenmuseum Dürnten

## Persönlichkeiten
- Heinrich Morf (1818–1899), Pädagoge, Lehrer und Kapitelspräsident am Ort
- Rudolf Schoch (1896–1982), Musikpädagoge, Komponist, Sänger, Chorleiter und Musikschriftsteller
- Paul Egli (1911–1997), Radsportler
- Turi Honegger (1924–2017), Journalist, Schriftsteller, Politiker; als Verdingkind in Dürnten
- Hans Hess (1932–2022), Erfinder und Pionier im Bereich moderner Sportbekleidung; in Oberdürnten geboren